# Миколаєнко Іван Сидорович
Іва́н Си́дорович Микола́єнко (*24 червня 1895 — †2 листопада 1974) — український військовий діяч, підполковник Армії УНР.

## Життєпис
Народився у Маріупольському повіті Катеринославської губернії в сім'ї службовця.
Закінчив Катеринославське реальне училище (1913), навчався у Катеринославському гірничому інституті, закінчив Чугуївське військове училище (1915). З липня 1915 р. перебував на фронті Першої світової війни: молодший офіцер 133-го піхотного Сімферопольського полку.
У 1917 після закінчення Оранієнбаумської офіцерської школи стрільців був начальником кулеметних курсів при 22-й запасній бригаді в місті Тульчин. Останнє звання у російській армії — штабс-капітан.
Восени того року взяв участь в організації Вільного козацтва на Катеринославщині. З жовтня 1917 р. — командир сотні у Катеринославському Гайдамацькому Курені військ Центральної Ради.
У січні 1918 р. брав участь у вуличних боях у Катеринославі проти більшовиків. З весни того року — на українській військовій службі. У 1918 р. закінчив Інструкторську школу старшин у Києві.
Влітку 1918-го був призначений старшиною 11-ї пішої кадрової дивізії (Лубни) 6-го Полтавського корпусу. Там керував усіма кулеметними командами. У жовтні 1918 р. став ад'ютантом отамана Катеринославського козачого коша Михайла Омеляновича-Павленка. Ще за місяць, у листопаді, став командиром Катеринославської сотні.
На чолі своєї бойової частини навесні-влітку 1919-го як командир куреня увійшов до Катеринославського полку Січових стрільців отамана Романа Самокиша. У березні-квітні 1919 р. хворів на тиф. Згодом служив старшиною 2-го (згодом — 20-го) Запорізького полку ім. гетьмана І. Мазепи Дієвої армії УНР.
З липня 1919 р. — командир куреня військової жандармерії — сотні охорони при Штабі Головного Отамана. З вересня 1919 р. — лектор з кулеметної справи Житомирської спільної юнацької школи, ад'ютант командувача Запорізької групи Армії УНР.
З 06.12.1919 р. — ад'ютант командувача Дієвої армії УНР М. Омеляновича-Павленка. На цій посаді брав участь у Першому Зимовому поході та у боях другої половини 1920 року.
З 1921 перебував на інтернуванні та еміграції у польських таборах. На еміграції жив у Варшаві. З 1950 р. оселився у США. Помер та похований у Баунд-Бруці.